# Il rapimento del Primo Ministro
Il rapimento del Primo Ministro è un racconto incluso in Poirot indaga, la prima raccolta di racconti di Agatha Christie con protagonista il piccolo e geniale investigatore belga Hercule Poirot, pubblicato per la prima volta nel Regno Unito nel 1924.

## Trama
Verso la fine della prima guerra mondiale, Hastings e Poirot si trovano a parlare di una notizia sensazionale sulla prima pagina di tutti i giornali: il tentato omicidio del Primo Ministro, David MacAdam. Ben presto i due vengono interrotti da due importanti visitatori, Lord Estair, leader della House of Commons, e Bernard Dodge, un membro del War Cabinet, che chiedono l'aiuto del celebre investigatore per scongiurare una crisi internazionale: il Primo Ministro era in viaggio per arrivare a Versailles, dove si terrà una conferenza di pace segreta, ma una volta giunto a Boulogne-sur-Mer, è salito su quella che si pensava fosse la sua macchina ufficiale, ma che in realtà era una sostituta, mentre la vera macchina è stata trovata in una stradina secondaria, e l'autista Murphy era stato imbavagliato e legato. Durante il resoconto della situazione, si viene a sapere che la macchina sostituta è stata trovata, con all'interno l'aiutante di campo del Primo Ministro, il capitano Daniels, legato e cloroformizzato, ma del politico nessuna traccia. Poirot vuole sapere tutto dell'attentato compiuto prima della sparizione, che era accaduto sulla via di ritorno dal Castello di Windsor quando, accompagnato da Daniels e Murphy, il Primo Ministro era finito in una strada secondaria dove la macchina era stata circondata da uomini mascherati. Murphy si era fermato e uno degli aggressori aveva sparato un colpo di pistola contro il Primo Ministro, sfiorandogli però solo la guancia. L'autista a quel punto era scappato via, lasciandosi dietro gli attentatori. Il Primo Ministro si era fatto medicare in un piccolo ospedale, e poi era andato alla stazione di Charing Cross per prendere il treno per Dover. Murphy è sparito, e la macchina del Primo Ministro è stata ritrovata davanti ad un ristorante a Soho, frequentato forse da spie tedesche.
Mentre Poirot si prepara per recarsi in Francia, esterna a Hastings i suoi sospetti sia su Daniels che su Murphy, e le sue perplessità sul perché l'evento drammatico dell'attentato sia avvenuto prima del rapimento. Si reca poi in terra francese insieme a numerosi investigatori e membri della polizia, incluso Japp. Una volta a Boulogne, Poirot si rifiuta di unirsi alle ricerche, e resta nella sua camera d'albergo a pensare, sfruttando le sue famose celluline grigie. All'improvviso, dopo aver avuto un'illuminazione, Poirot torna in Inghilterra dove, con una macchina ufficiale, fa il giro dei piccoli ospedali a ovest di Londra. In una casa a Hampstead, dietro suggerimento dell'investigatore, la polizia trova sia Murphy che il Primo Ministro. Il cattivo della storia è Daniels, che ha inventato la storia dell'attentato, ha preso in ostaggio il Primo Ministro e Murphy, e ha portato a Londra un uomo che fingeva di essere il politico, aiutato dalle bende sul viso giustificate dal tentato omicidio che in realtà non c'era mai stato. Il finto rapimento, avvenendo in Francia, avrebbe poi fatto convergere lì tutta la polizia, mentre il Primo Ministro era sempre lì a Londra. Daniels diceva di avere una sorella che viveva a Hampstead, ma in realtà la donna è frau Bertha Ebenthal, una spia tedesca a cui Poirot sta dando la caccia. Risolto il mistero, il Primo Ministro riesce così ad essere a Versailles in tempo.

## Edizioni
- Agatha Christie, Il rapimento del Primo Ministro, traduzione di Lidia Lax, collana Oscar Mondadori, Mondadori, 2006,  p. 236, ISBN 88-04-51610-0.